# Lunndörrstjärnarna (Ovikens socken, Jämtland, 698521-136593)
Lunndörrstjärnarna är en sjö i Bergs kommun i Jämtland och ingår i Ljungans huvudavrinningsområde. Sjön har en area på 0,0504 kvadratkilometer och ligger 815,9 meter över havet.

## Delavrinningsområde
Lunndörrstjärnarna ingår i det delavrinningsområde (698468-136384) som SMHI kallar för Mynnar i Lunndörrsån. Medelhöjden är 917 meter över havet och ytan är 25,34 kvadratkilometer. Det finns inga avrinningsområden uppströms utan avrinningsområdet är högsta punkten. Lunndörrsån som avvattnar avrinningsområdet har biflödesordning 4, vilket innebär att vattnet flödar genom totalt 4 vattendrag innan det når havet efter 313 kilometer. Avrinningsområdet består mestadels av skog (14 procent) och kalfjäll (86 procent). Avrinningsområdet har 0,05 kvadratkilometer vattenytor vilket ger det en sjöprocent på 0,2 procent.